# 第52屆大鐘獎
《第52屆大鐘獎》（韓語：제 52회 대종상），是韓國電影獎大鐘獎的頒獎典禮，於2015年11月20日舉行。本屆大鐘獎電影節宣傳大使為崔岷植和孫藝真，頒獎典禮主持人則是申鉉濬和韓高恩。

## 爭議情況
- 本屆大鐘獎有改以往全評審制度，最佳作品、最佳男女主演、最佳男女配角、最佳男女新人獎確定改成採取20%人氣投票(須付費)、80%評委意見的方式審核；而人氣男女演員獎則效法百想藝術大賞改採全面人氣投票(含中國微博投票，須付費，因此於2015年11月17日投票截止日即可知人氣投票結果)的方式，甚至第52屆大鐘獎的人氣男女演員候選人還包含該屆未有電影作品的演員(如：人氣投票結果居首位的金秀賢、孔孝真等人)，第52屆大鐘獎主辦方表示只要是曾入圍過大鐘獎的演員均可入圍人氣獎，但這樣的人氣演員獎候選名單及付費投票方式也讓大鐘獎被指是為圈錢投票。[1]
- 在2015年10月14日第52屆大鐘電影節記者會上，本部長趙今宇（音譯）表示：「今年的獲獎者將選定兩名，對缺席的演員將不予頒獎。”他同時強調“這是和全國民一同舉辦的電影節，因此我們不希望代理領獎。所以決定如果缺席就不予授獎，把獎項頒給別人。」意即第52屆大鐘獎將取消代理授獎，不出席者不予給獎，並且全面採雙獲獎的方式，因而引發爭議。[2]雖說隨後在頒獎典禮前一周入圍名單還未公布，就率先發表出席名單的新聞時，曾改口為了尊重輿論，內部正在討論是否廢除代領制度，但不透明的獎項分配制度，已讓網友認為本屆頒獎典禮顯得「黑幕重重」，特別是在公佈入圍名單前就已公開表示確定出席的黃正民、李敏鎬、姜河那更被懷疑已獎項在握。[3][4]
- 在頒獎典禮舉辦前夕，最佳男女主演候選人紛紛以行程為由婉拒出席，連早先被大鐘獎主辦方公開宣布確定出席的黃正民也表示因音樂劇的行程將不出席第52屆大鐘獎頒獎典禮，而人氣男女演員候選中居於人氣投票首位的金秀賢、孔孝真也確定不出席[5]；因此，第52屆大鐘獎也成為韓國各項電影電視演技獎頒獎典禮有史以來首次最佳男女主演候選人全員不參加典禮的情況。
- 本届大钟奖還增设了「海外男、女演员奖」，此前有消息称此獎將要颁发给高圆圆和孙红雷，但主办方在公布了二人将出席领奖后，又对外宣布还没有确定奖项归属，如此反复无常的说辞令人不解，更令外界对其公正性产生質疑。第52屆大鐘獎為提高格調，而為韓國資深演員金惠子設立特別慈善獎，但在邀請過程也一再說辭反覆，時而說要出席才給獎；時而則說可以錄像方式授獎，但鄰近頒獎禮大鐘獎主辦方又說時間緊迫，無法錄像，而且不只金惠子一人有獲獎資格，不一定由她獲獎，引發爭議。[6]
- 韩国电影振兴委员会已将提供给大钟电影颁奖礼的支援经费砍到了原来的四分之一，而且还决定推迟到颁奖礼举行后再支付这笔钱，对此韩国电影振兴院表示，经费的金额与支付方式与艺人缺席颁奖礼无关，主要是因为此前大钟奖颁奖礼主办方曾卷入一系列诉讼。该负责人表示，今年的支援经费将在颁奖礼举行后，视颁奖礼是否顺利举行再决定是不是支付给大钟电影奖组委会。[7]

## 提名获奖名單
- 20%人氣投票、80%評審意見的演技獎項，名單依人氣投票結果順序：

### 最優秀作品獎
| 入圍作品     | 結果 |
| ------------ | ---- |
| 《思悼》     | 提名 |
| 《老手》     | 提名 |
| 《暗杀》     | 提名 |
| 《国际市场》 | 獲獎 |
| 《延坪海战》 | 提名 |

### 男主角獎
| 入圍者 | 作品           | 結果 |
| ------ | -------------- | ---- |
| 刘亚仁 | 《思悼》       | 提名 |
| 刘亚仁 | 《老手》       | 提名 |
| 黃晸玟 | 《国际市场》   | 獲獎 |
| 河正宇 | 《暗杀》       | 提名 |
| 孙贤周 | 《恶意编年史》 | 提名 |

### 女主角獎
| 入圍者 | 作品             | 結果 |
| ------ | ---------------- | ---- |
| 全智贤 | 《暗杀》         | 獲獎 |
| 韩孝周 | 《愛上變身情人》 | 提名 |
| 严正花 | 《Miss Wife》    | 提名 |
| 金惠秀 | 《储物柜女孩》   | 提名 |
| 金允珍 | 《国际市场》     | 提名 |

### 男配角獎
| 入圍者 | 作品             | 結果 |
| ------ | ---------------- | ---- |
| 都暻秀 | 《Cart》         | 提名 |
| 柳海真 | 《老手》         | 提名 |
| 吴达庶 | 《暗杀》         | 提名 |
| 晋久   | 《C'est si bon》 | 提名 |
| 吴达庶 | 《国际市场》     | 獲獎 |
| 柳演锡 | 《尚衣院》       | 提名 |

### 女配角獎
| 入圍者 | 作品               | 結果 |
| ------ | ------------------ | ---- |
| 金惠子 | 《偷狗的完美方法》 | 提名 |
| 罗美兰 | 《国际市场》       | 提名 |
| 张允珠 | 《老手》           | 提名 |
| 金海淑 | 《思悼》           | 獲獎 |
| 金姈爱 | 《Cart》           | 提名 |

### 新人男演員獎
| 入圍者 | 作品               | 結果 |
| ------ | ------------------ | ---- |
| 李敏镐 | 《江南1970》       | 獲獎 |
| 朴叙俊 | 《恶意编年史》     | 提名 |
| 李玹雨 | 《延坪海战》       | 提名 |
| 姜河那 | 《二十》           | 提名 |
| 吕珍九 | 《朝我的心脏开枪》 | 提名 |

### 新人女演員獎
| 入圍者 | 作品                       | 結果 |
| ------ | -------------------------- | ---- |
| 金雪炫 | 《江南1970》               | 提名 |
| 李宥英 | 《春》                     | 獲獎 |
| 李蕊   | 《偷狗的完美方法》         | 提名 |
| 朴素丹 | 《京城学校：失踪的少女们》 | 提名 |
| 洪雅凛 | 《米酒女孩》               | 提名 |
| 张允珠 | 《老手》                   | 提名 |

- 未採20%人氣投票獎項：

### 導演獎
| 入圍者 | 作品               | 結果 |
| ------ | ------------------ | ---- |
| 尹济均 | 《国际市场》       | 獲獎 |
| 柳承莞 | 《老手》           | 提名 |
| 李俊益 | 《思悼》           | 提名 |
| 崔东勋 | 《暗杀》           | 提名 |
| 金成浩 | 《偷狗的完美方法》 | 提名 |
| 吳勝旭 | 《無賴漢》         | 提名 |

### 劇本獎
| 入圍者 | 作品             | 結果 |
| ------ | ---------------- | ---- |
| 朴秀珍 | 《国际市场》     | 獲獎 |
| 柳承莞 | 《老手》         | 提名 |
| 朴藝庭 | 《愛上變身情人》 | 提名 |
| 崔东勋 | 《暗杀》         | 提名 |
| 金學詢 | 《延坪海战》     | 提名 |

### 新人導演獎
| 入圍者 | 作品             | 結果 |
| ------ | ---------------- | ---- |
| 趙根賢 | 《春》           | 提名 |
| 白宗烈 | 《愛上變身情人》 | 獲獎 |
| 金光泰 | 《客人》         | 提名 |
| 李秉憲 | 《二十》         | 提名 |
| 韓俊熙 | 《储物柜女孩》   | 提名 |

### 攝影獎
| 入圍者 | 作品         | 結果 |
| ------ | ------------ | ---- |
| 崔英煥 | 《国际市场》 | 獲獎 |
| 崔英煥 | 《老手》     | 提名 |
| 金正源 | 《春》       | 提名 |
| 金志龍 | 《尚衣院》   | 提名 |
| 金宇亨 | 《暗杀》     | 提名 |

### 編輯獎
| 入圍者   | 作品             | 結果 |
| -------- | ---------------- | ---- |
| 李鎮     | 《国际市场》     | 獲獎 |
| 金尚範等 | 《老手》         | 提名 |
| 梁鎮模   | 《愛上變身情人》 | 提名 |
| 申敏京   | 《暗杀》         | 提名 |
| 崔民英   | 《延坪海战》     | 提名 |

### 照明獎
| 入圍者 | 作品                       | 結果 |
| ------ | -------------------------- | ---- |
| 金敏宰 | 《京城学校：失踪的少女们》 | 獲獎 |
| 金鎬城 | 《国际市场》               | 提名 |
| 金鎬城 | 《老手》                   | 提名 |
| 曹圭永 | 《尚衣院》                 | 提名 |
| 金升圭 | 《暗杀》                   | 提名 |

### 音樂獎
| 入圍者   | 作品             | 結果 |
| -------- | ---------------- | ---- |
| 李秉宇   | 《国际市场》     | 提名 |
| 金俊成   | 《上帝的男高音》 | 獲獎 |
| 房俊錫   | 《思悼》         | 提名 |
| 李炳勳   | 《C'est si bon》 | 提名 |
| 張永圭等 | 《暗杀》         | 提名 |

### 衣著獎
| 入圍者   | 作品         | 結果 |
| -------- | ------------ | ---- |
| 李鎮熙   | 《奸臣》     | 提名 |
| 權有珍等 | 《国际市场》 | 提名 |
| 沈賢燮   | 《思悼》     | 提名 |
| 趙上京   | 《尚衣院》   | 獲獎 |
| 趙上京等 | 《暗杀》     | 提名 |

### 美術獎
| 入圍者 | 作品         | 結果 |
| ------ | ------------ | ---- |
| 李泰勳 | 《奸臣》     | 提名 |
| 柳勝熙 | 《国际市场》 | 提名 |
| 姜升勇 | 《思悼》     | 提名 |
| 蔡敬宣 | 《尚衣院》   | 獲獎 |
| 柳勝熙 | 《暗杀》     | 提名 |

### 尖端技術特別獎
| 入圍者      | 作品                       | 結果 |
| ----------- | -------------------------- | ---- |
| 朴藝東      | 《京城学校：失踪的少女们》 | 提名 |
| 韓泰正等4名 | 《国际市场》               | 獲獎 |
| 黃孝均等2名 | 《国际市场》               | 提名 |
| 鄭道安等    | 《暗杀》                   | 提名 |
| 鄭道安      | 《延坪海战》               | 提名 |

### 音響技術獎
| 入圍者   | 作品             | 結果 |
| -------- | ---------------- | ---- |
| 李承哲等 | 《国际市场》     | 獲獎 |
| 孔泰完   | 《上帝的男高音》 | 提名 |
| 金昌燮   | 《老手》         | 提名 |
| 崔太英   | 《尚衣院》       | 提名 |
| 金錫元等 | 《暗杀》         | 提名 |

- 100%人氣投票獎項：

### 人氣男演員
| 入圍者 | 結果 |
| ------ | ---- |
| 金秀贤 | 獲獎 |
| 都暻秀 | 提名 |
| 姜栋元 | 提名 |
| 李敏镐 | 提名 |
| 李胜基 | 提名 |
| 崔胜贤 | 提名 |
| 任时完 | 提名 |
| 刘亚仁 | 提名 |
| 朴有天 | 提名 |
| 周元   | 提名 |
| 朱智勋 | 提名 |
| 李俊昊 | 提名 |
| 池晟   | 提名 |
| 河正宇 | 提名 |
| 玄彬   | 提名 |
| 李钟硕 | 提名 |
| 李准   | 提名 |
| 李玹雨 | 提名 |
| 张东健 | 提名 |
| 张赫   | 提名 |
| 郑宇   | 提名 |
| 郑雨盛 | 提名 |
| 赵正锡 | 提名 |
| 卞耀汉 | 提名 |
| 徐仁国 | 提名 |
| 宋仲基 | 提名 |
| 孔劉   | 提名 |
| 金宇彬 | 提名 |
| 柳演锡 | 提名 |
| 尹继尚 | 提名 |
| 李光洙 | 提名 |
| 吕珍九 | 提名 |
| 李秉宪 | 提名 |

### 人氣女演員
| 入圍者 | 結果 |
| ------ | ---- |
| 孔孝真 | 獲獎 |
| 朴宝英 | 提名 |
| 裴秀智 | 提名 |
| 全道嬿 | 提名 |
| 全智贤 | 提名 |
| 千禹熙 | 提名 |
| 河智苑 | 提名 |
| 韩艺里 | 提名 |
| 韩智敏 | 提名 |
| 韩孝周 | 提名 |
| 白珍熙 | 提名 |
| 宝儿   | 提名 |
| 崔雪莉 | 提名 |
| 孙艺珍 | 提名 |
| 申敏儿 | 提名 |
| 申世景 | 提名 |
| 沈恩京 | 提名 |
| 侑莉   | 提名 |
| 李絮   | 提名 |
| 李诗英 | 提名 |
| 李沇熹 | 提名 |
| 李侑菲 | 提名 |
| 李贞贤 | 提名 |
| 李荷妮 | 提名 |
| 林秀晶 | 提名 |
| 金高恩 | 提名 |
| 金惠秀 | 提名 |
| 文瑾莹 | 提名 |
| 文彩元 | 提名 |
| 孙佳仁 | 提名 |
| 姜素拉 | 提名 |
| 姜艺媛 | 提名 |
| 高俊熙 | 提名 |

- 海外獎項：

### 最佳海外男女演員
獲獎者：高圓圓（《一生一世》）、孫紅雷

## 外部連結
韓網NAVER大鐘獎 Archive.today的存檔，存档日期2015-11-18
第52屆大鐘獎官方網站 （页面存档备份，存于）

## 備註
1. ↑  第52屆大鐘獎投票情況 （页面存档备份，存于）
2. ↑  第52屆大鐘獎拒絕代領 缺席演員將無法獲獎 的存檔，存档日期2015-11-20.
3. ↑  .   [2015-11-19]. （原始内容存档于2018-12-08）.
4. ↑  .   [2015-11-19]. （原始内容存档于2015-11-20）.
5. ↑  .   [2015-11-19]. （原始内容存档于2016-03-04）.
6. ↑  .   [2015-11-20]. （原始内容存档于2016-03-09）.
7. ↑  .   [2015-11-20]. （原始内容存档于2016-03-04）.